# 白坪村
白坪村（しらつぼむら）は、熊本県の北部、飽託郡にかつてあった村である。

## 地理
- 河川：坪井川

## 歴史
- 1889年4月1日 - 町村制が施行。田崎村、蓮台寺村、新土河原村が合併して発足。
- 1892年 - 飽田郡と託麻郡が合併し飽託郡となる。
- 1931年6月1日 - 熊本市に編入。

## 学校
- 白坪小学校（のちの白坪尋常小学校、現在の熊本市立白坪小学校）